# Trichophyton terrestre
Trichophyton terrestre är en svampart som beskrevs av Durie & D. Frey 1957. Trichophyton terrestre ingår i släktet Trichophyton och familjen Arthrodermataceae.   Inga underarter finns listade i Catalogue of Life.